# Ider (Alabama)
Pour les articles homonymes, voir Ider (homonymie).
Ider est une ville américaine située dans le comté de DeKalb en Alabama.
Selon le recensement de 2010, Ider compte 723 habitants. La municipalité s'étend sur 5,44 milles carrés (14,09 km2), exclusivement des terres.
La ville devient une municipalité en 1971. Son nom serait une déformation du prénom Ida.

## Démographie
| 1970 | 1980 | 1990 | 2000 | 2010 |
| ---- | ---- | ---- | ---- | ---- |
| 379  | 698  | 671  | 664  | 723  |